# Toul
Toul és un municipi francès, situat al departament de Meurthe i Mosel·la i a la regió del Gran Est.
Situada a l'oest de la capital Nancy, és la subprefectura del districte de Toul. Comptava en 2006 amb una població de 16.617 habitants. La seua economia s'ha centrat des de finals del segle xix en la seua condició de base militar i caserna de diverses unitats militars franceses i de l'OTAN, així com en la viticultura amb la producció de vins de la denominació d'origen "Côtes de Toul".

## Demografia[2]
| 1793  | 1800  | 1806  | 1821  | 1831  | 1836  | 1841  | 1846  | 1851  | 1856  | 1861  | 1872  | 1876   | 1881   | 1886   | 1891   | 1896   | 1901   | 1906   | 1911   | 1921   | 1926   | 1931   | 1936   | 1946  | 1954   | 1962   | 1968   | 1975   | 1982   | 1990   | 1999   | 2006   |
| ----- | ----- | ----- | ----- | ----- | ----- | ----- | ----- | ----- | ----- | ----- | ----- | ------ | ------ | ------ | ------ | ------ | ------ | ------ | ------ | ------ | ------ | ------ | ------ | ----- | ------ | ------ | ------ | ------ | ------ | ------ | ------ | ------ |
| 8 015 | 6 940 | 6 973 | 7 535 | 7 507 | 7 333 | 7 037 | 7 158 | 7 271 | 8 191 | 7 687 | 6 930 | 10 085 | 10 012 | 10 459 | 12 138 | 12 201 | 12 287 | 13 663 | 15 884 | 12 363 | 11 951 | 12 656 | 13 267 | 9 389 | 12 134 | 14 155 | 14 780 | 16 454 | 17 406 | 17 281 | 16 945 | 16 617 |

## Llocs i monuments[1]
- Catedral de Toul, sota l'advocació de Sant Esteve. La construcció de l'edifici va començar pel cor, a inicis del segle xiii, que no va ser acabat fins al xvi. La façana, que recau sobre la Place du Parvis, es va edificar entre 1460 i 1496 en estil gòtic flamíger. L'enquadren dues torres octogonals de 65 m d'altura. El claustre és un dels majors de França i va ser construït en els segles xiii i xiv.
- Antic palau episcopal, construït entre 1735 i 1743. En 2010, alberga l'ajuntament.
- Església de St-Gengoult, antiga col·legiata, edificada del xiii al xv. El seu claustre data del segle xvi.

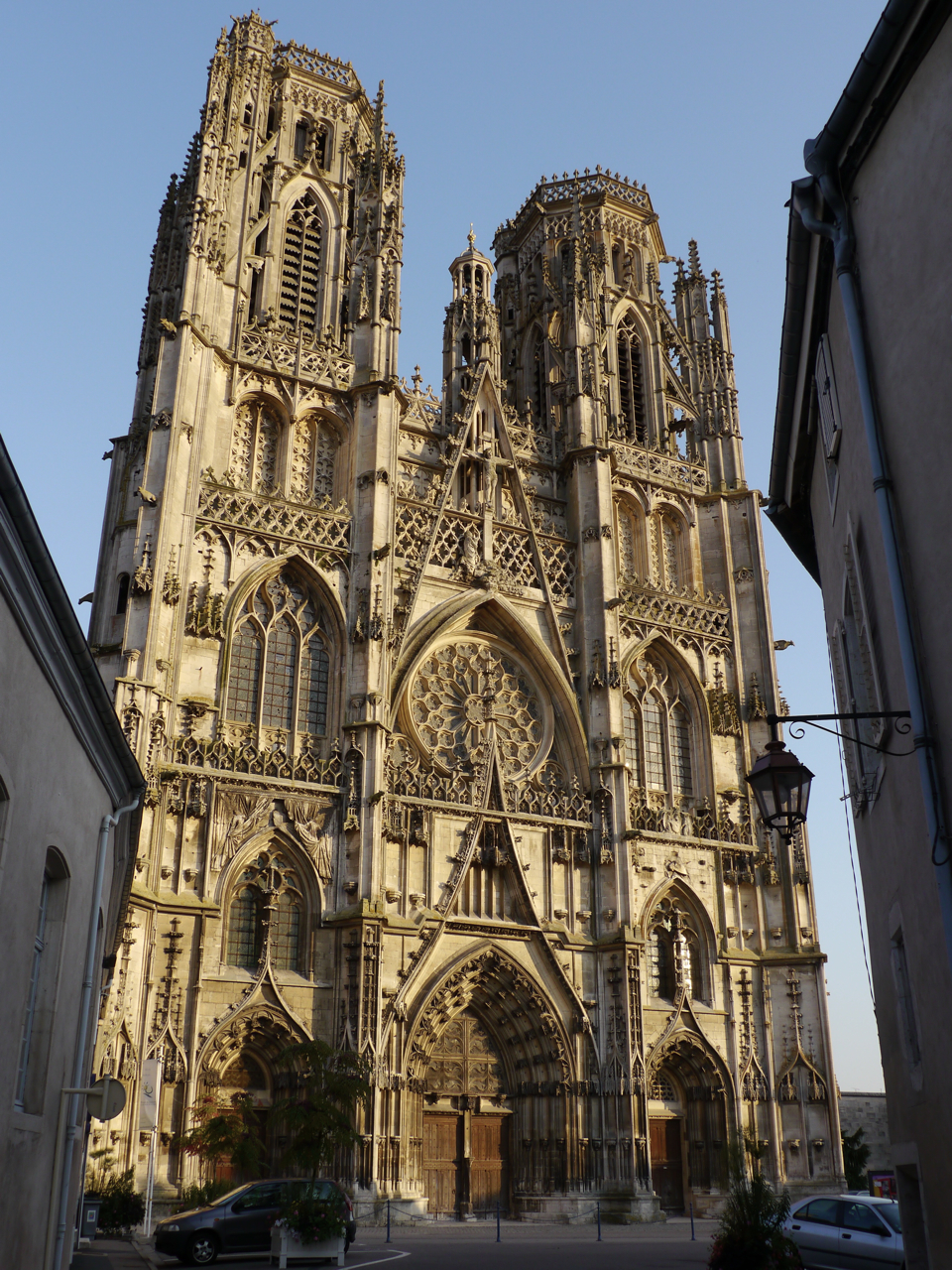
Façana de la catedral.
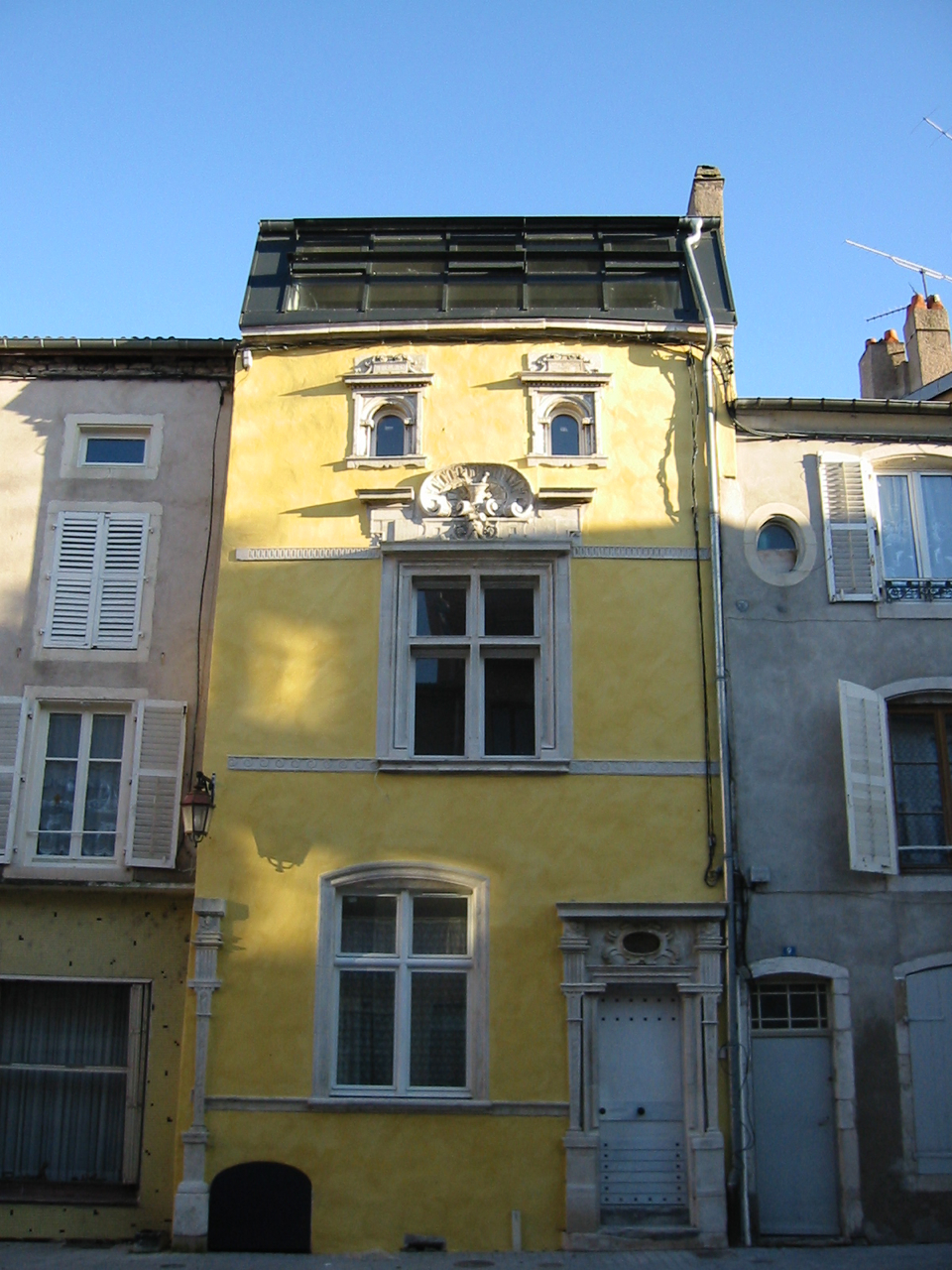
Maison de l'Apothicaire.
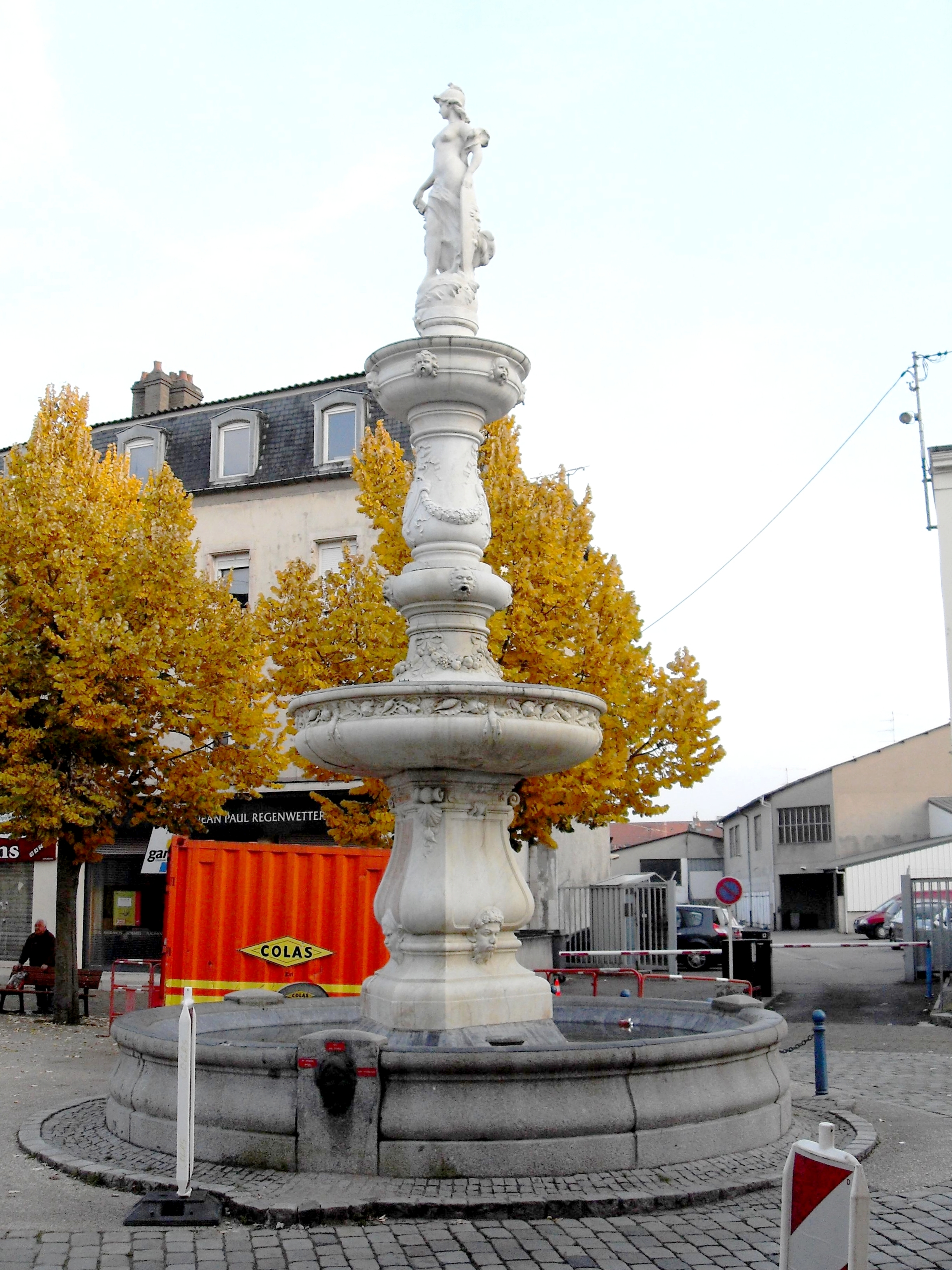
Font Louis Curel.
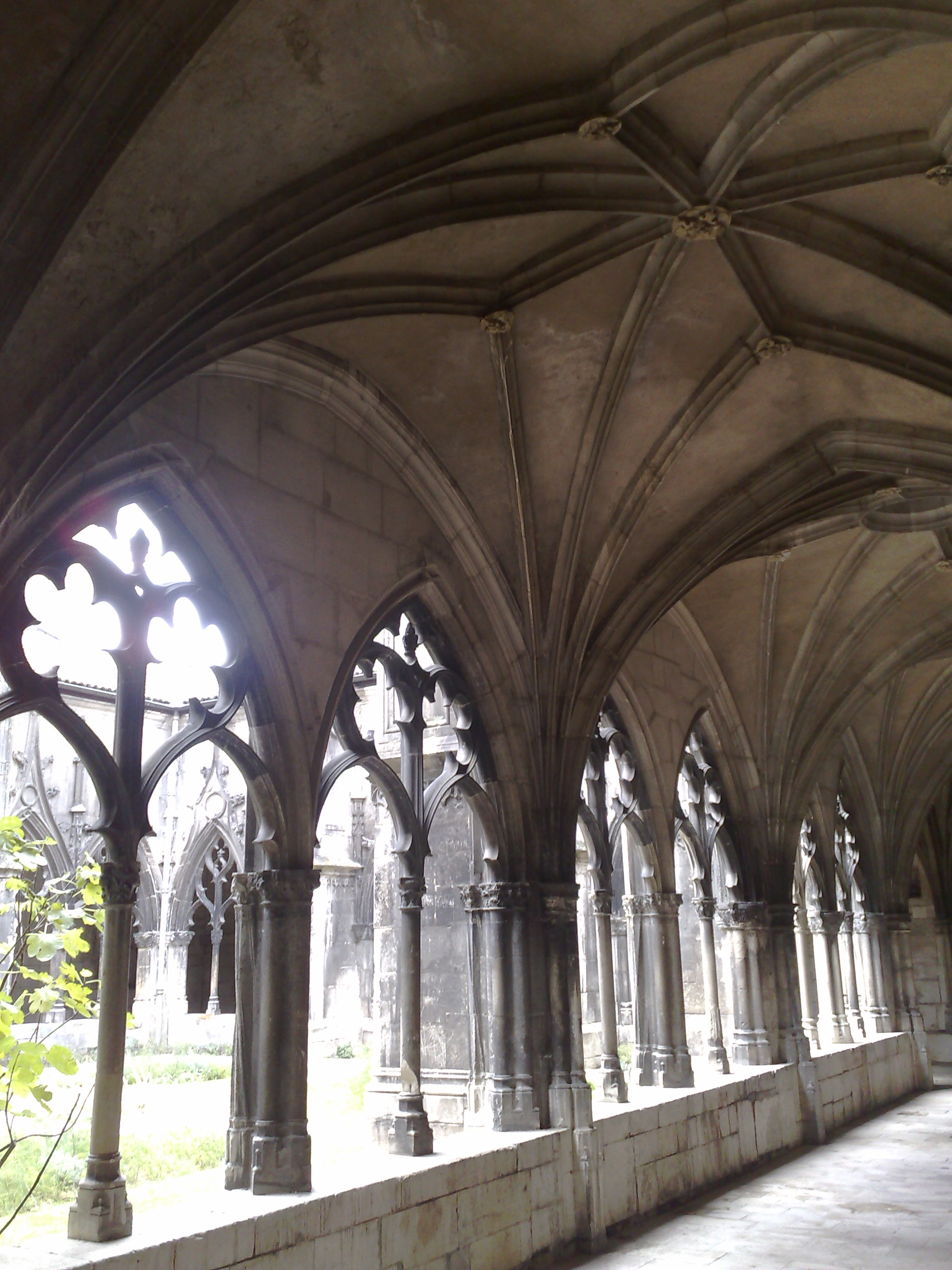
Col·legiata de St-Gengoult.
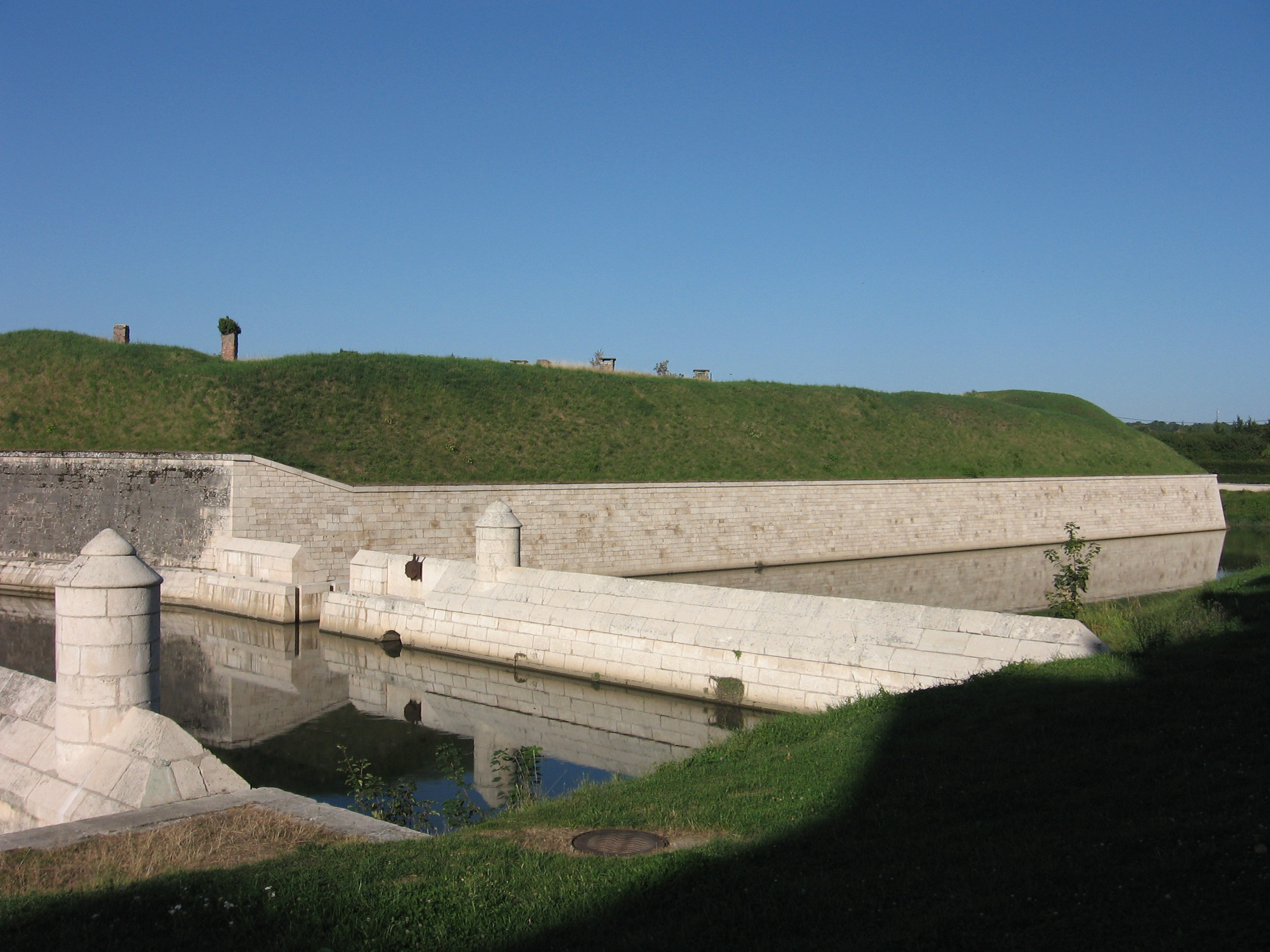
Muralles.